# کراسنایا باشقیریا
کراسنایا باشقیریا (به لاتین: Krasnaya Bashkiriya) یک منطقهٔ مسکونی در روسیه است که در باشقیرستان واقع شده‌است.